# Giải vô địch bóng rổ thế giới 2023 (Bảng A)

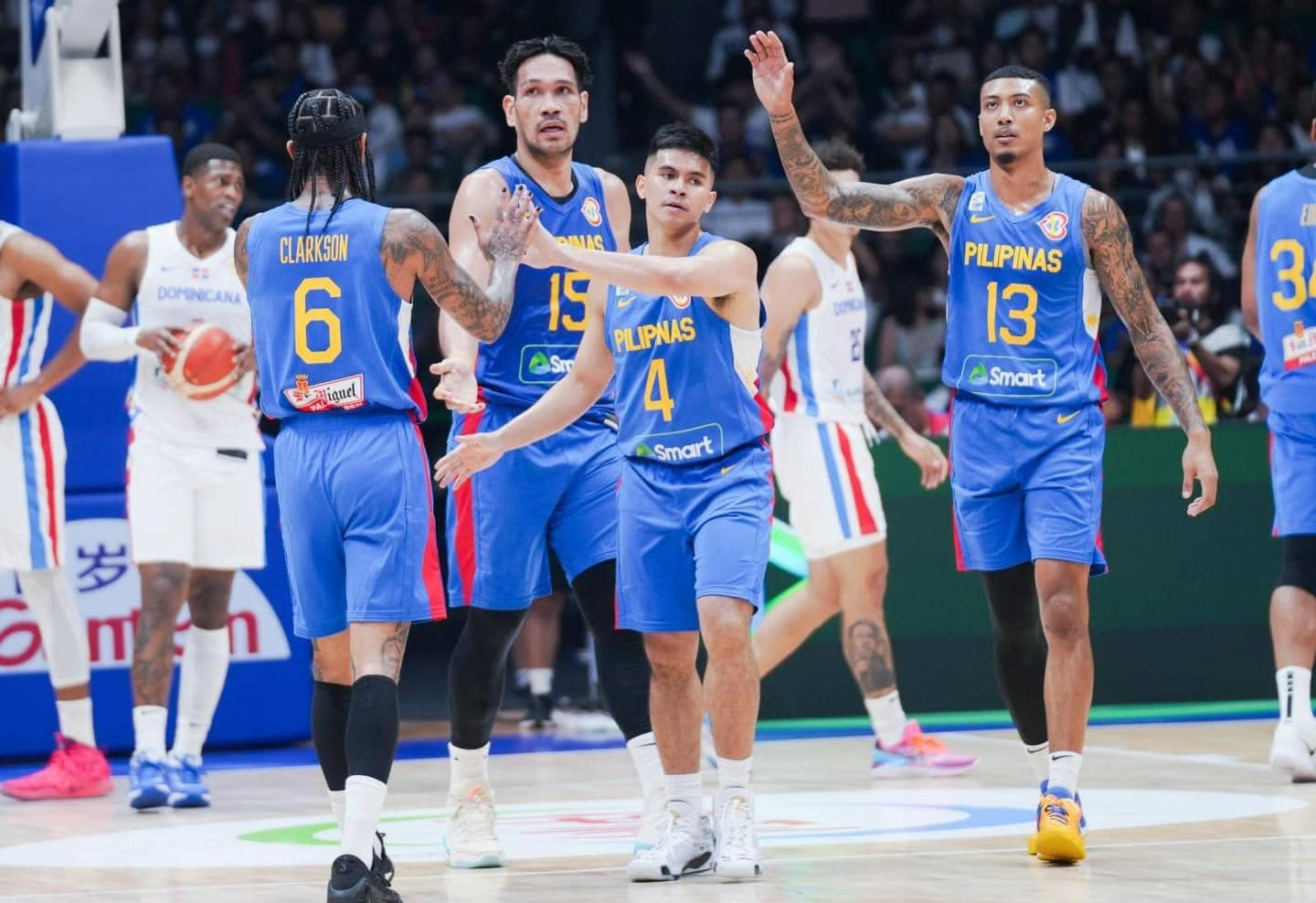
Trận đấu giữa Cộng hòa Dominica và Philippines

Bảng A là một trong tám bảng đấu trong giai đoạn vòng bảng của Giải vô địch bóng rổ thế giới 2023, diễn ra từ ngày 25 đến ngày 29 tháng 8 năm 2023, bao gồm các đội Angola, Cộng hòa Dominica, Philippines và Ý, trong đó Angola, Philippines và Ý từng nằm chung bảng với nhau tại giai đoạn vòng bảng giải đấu trước. Mỗi đội thi đấu vòng bảng theo thể thức vòng tròn một lượt tính điểm, mỗi đội gặp nhau đúng 1 lần duy nhất, tất cả các trận đấu của bảng diễn ra tại Đấu trường Araneta, Thành phố Quezon, Philippines. Hai đội đứng đầu bảng sẽ giành vé vào vòng 2, còn 2 đội cuối bảng sẽ phải thi đấu vòng phân hạng 17–32.
Sau khi thay đổi địa điểm cho các trận đấu thuộc giai đoạn cuối cùng của giải đến SM Mall of Asia Arena tại Pasay, FIBA quyết định 2 trận đấu đầu tiên của bảng sẽ diễn ra tại Philippine Arena ở Bocaue, Bulacan, địa điểm ban đầu diễn ra các trận đấu thuộc giai đoạn cuối cùng.

## Các đội tuyển
| Đội tuyển         | Vượt qua vòng loại                | Vượt qua vòng loại      | Số lần tham dự   | Số lần tham dự | Số lần tham dự           | Thành tích tốt nhất  | Thứ hạng |
| Đội tuyển         | Với tư cách                       | Ngày vượt qua vòng loại | Lần cuối tham dự | Số lần tham dự | Số lần tham dự liên tiếp | Thành tích tốt nhất  | Thứ hạng |
| ----------------- | --------------------------------- | ----------------------- | ---------------- | -------------- | ------------------------ | -------------------- | -------- |
| Angola            | 2 đội đầu bảng E khu vực châu Phi | 25 tháng 2 năm 2023     | 2019             | 9              | 6                        | Hạng 9 (2006)        | 41       |
| Philippines       | Quốc gia chủ nhà                  | 9 tháng 12 năm 2017     | 2019             | 7              | 3                        | Hạng ba (1954)       | 40       |
| Cộng hòa Dominica | 3 đội đầu bảng E khu vực châu Mỹ  | 26 tháng 2 năm 2023     | 2019             | 4              | 3                        | Hạng 12 (1978)       | 23       |
| Ý                 | 2 đội đầu bảng E khu vực châu Âu  | 14 tháng 11 năm 2022    | 2019             | 10             | 2                        | Hạng tư (1970, 1978) | 10       |

## Bảng xếp hạng
| VT | Đội               | ST | T | B | ĐT  | ĐB  | HS  | Đ | Giành quyền tham dự |
| -- | ----------------- | -- | - | - | --- | --- | --- | - | ------------------- |
| 1  | Cộng hòa Dominica | 3  | 3 | 0 | 249 | 230 | +19 | 6 | Vòng 2              |
| 2  | Ý                 | 3  | 2 | 1 | 253 | 237 | +16 | 5 | Vòng 2              |
| 3  | Angola            | 3  | 1 | 2 | 214 | 226 | −12 | 4 | Phân hạng 17–32     |
| 4  | Philippines (H)   | 3  | 0 | 3 | 234 | 257 | −23 | 3 | Phân hạng 17–32     |

## Các trận đấu
Tất cả các trận đấu được diễn ra theo (UTC+8).

### Angola vs Ý
| 25 tháng 8 năm 2023 16:00 | Chi tiết | Angola                                                              | 67–81 | Ý                                                                   |  | Philippine Arena, Bocaue Số khán giả: 21,214 Trọng tài: Guilherme Locatelli (Brasil), Kerem Baki (Thổ Nhĩ Kỳ), Martin Vulić (Croatia) |
| 25 tháng 8 năm 2023 16:00 | Chi tiết | Điểm mỗi set: 17–23, 23–20, 17–18, 10–20                            |       |                                                                     |  | Philippine Arena, Bocaue Số khán giả: 21,214 Trọng tài: Guilherme Locatelli (Brasil), Kerem Baki (Thổ Nhĩ Kỳ), Martin Vulić (Croatia) |
| 25 tháng 8 năm 2023 16:00 | Chi tiết | Điểm: Dundão 19 Chụp bóng bật bảng: 5 cầu thủ 5 Hỗ trợ: Gonçalves 4 |       | Điểm: Fontecchio 19 Chụp bóng bật bảng: Polonara 7 Hỗ trợ: Spissu 7 |  | Philippine Arena, Bocaue Số khán giả: 21,214 Trọng tài: Guilherme Locatelli (Brasil), Kerem Baki (Thổ Nhĩ Kỳ), Martin Vulić (Croatia) |

### Cộng hòa Dominica vs Philippines
| 25 tháng 8 năm 2023 20:00 | Chi tiết | Cộng hòa Dominica                        | 87–81 | Philippines |  | Philippine Arena, Bocaue Trọng tài: Yohan Rosso (Pháp), Leandro Zalazar (Argentina), Gatis Saliņš (Latvia) |
| 25 tháng 8 năm 2023 20:00 | Chi tiết | Điểm mỗi set: 22–18, 20–24, 24–22, 21–17 |       |             |  | Philippine Arena, Bocaue Trọng tài: Yohan Rosso (Pháp), Leandro Zalazar (Argentina), Gatis Saliņš (Latvia) |

### Ý vs Cộng hòa Dominica
| 27 tháng 8 năm 2023 16:00 | Chi tiết | Ý                                                            | 82–87 | Cộng hòa Dominica                                                    |  | Đấu trường Araneta, Thành phố Quezon Số khán giả: 6,298 Trọng tài: Gatis Saliņš (Latvia), Luis Castillo (Tây Ban Nha), Georgios Poursanidis (Hy Lạp) |
| 27 tháng 8 năm 2023 16:00 | Chi tiết | Điểm mỗi set: 19–13, 20–25, 17–31, 26–18                     |       |                                                                      |  | Đấu trường Araneta, Thành phố Quezon Số khán giả: 6,298 Trọng tài: Gatis Saliņš (Latvia), Luis Castillo (Tây Ban Nha), Georgios Poursanidis (Hy Lạp) |
| 27 tháng 8 năm 2023 16:00 | Chi tiết | Điểm: Spissu 17 Chụp bóng bật bảng: Melli 7 Hỗ trợ: Spissu 4 |       | Điểm: Feliz, Towns 24 Chụp bóng bật bảng: Towns 11 Hỗ trợ: Montero 9 |  | Đấu trường Araneta, Thành phố Quezon Số khán giả: 6,298 Trọng tài: Gatis Saliņš (Latvia), Luis Castillo (Tây Ban Nha), Georgios Poursanidis (Hy Lạp) |

### Philippines vs Angola
| 27 tháng 8 năm 2023 20:00 | Chi tiết | Philippines                                                        | 70–80 | Angola                                                                      |  | Đấu trường Araneta, Thành phố Quezon Trọng tài: Guilherme Locatelli (Brasil), Mārtiņš Kozlovskis (Latvia), Martin Vulić (Croatia) |
| 27 tháng 8 năm 2023 20:00 | Chi tiết | Điểm mỗi set: 19–12, 14–24, 19–20, 18–24                           |       |                                                                             |  | Đấu trường Araneta, Thành phố Quezon Trọng tài: Guilherme Locatelli (Brasil), Mārtiņš Kozlovskis (Latvia), Martin Vulić (Croatia) |
| 27 tháng 8 năm 2023 20:00 | Chi tiết | Điểm: Clarkson 21 Chụp bóng bật bảng: Fajardo 7 Hỗ trợ: Clarkson 7 |       | Điểm: Gonçalves 17 Chụp bóng bật bảng: Bango, Fernando 7 Hỗ trợ: Domingos 7 |  | Đấu trường Araneta, Thành phố Quezon Trọng tài: Guilherme Locatelli (Brasil), Mārtiņš Kozlovskis (Latvia), Martin Vulić (Croatia) |

### Angola vs Cộng hòa Dominica
| 29 tháng 8 năm 2023 16:00 | Chi tiết | Angola                                                            | 67–75 | Cộng hòa Dominica                                         |  | Đấu trường Araneta, Thành phố Quezon Trọng tài: Guilherme Locatelli (Brasil), Luis Castillo (Tây Ban Nha), Martin Vulić (Croatia) |
| 29 tháng 8 năm 2023 16:00 | Chi tiết | Điểm mỗi set: 11–20, 21–17, 18–12, 15–26                          |       |                                                           |  | Đấu trường Araneta, Thành phố Quezon Trọng tài: Guilherme Locatelli (Brasil), Luis Castillo (Tây Ban Nha), Martin Vulić (Croatia) |
| 29 tháng 8 năm 2023 16:00 | Chi tiết | Điểm: De Sousa 19 Chụp bóng bật bảng: De Sousa 9 Hỗ trợ: Dundão 7 |       | Điểm: Feliz 17 Chụp bóng bật bảng: Liz 8 Hỗ trợ: Solano 4 |  | Đấu trường Araneta, Thành phố Quezon Trọng tài: Guilherme Locatelli (Brasil), Luis Castillo (Tây Ban Nha), Martin Vulić (Croatia) |

### Philippines vs Ý
| 29 tháng 8 năm 2023 20:00 | Chi tiết | Philippines                                                    | 83–90 | Ý                                                                            |  | Đấu trường Araneta, Thành phố Quezon Số khán giả: 11,821 Trọng tài: Yohan Rosso (Pháp), Leandro Zalazar (Argentina), Mārtiņš Kozlovskis (Latvia) |
| 29 tháng 8 năm 2023 20:00 | Chi tiết | Điểm mỗi set: 23–20, 16–28, 21–25, 23–17                       |       |                                                                              |  | Đấu trường Araneta, Thành phố Quezon Số khán giả: 11,821 Trọng tài: Yohan Rosso (Pháp), Leandro Zalazar (Argentina), Mārtiņš Kozlovskis (Latvia) |
| 29 tháng 8 năm 2023 20:00 | Chi tiết | Điểm: Clarkson 23 Chụp bóng bật bảng: Edu 8 Hỗ trợ: Clarkson 6 |       | Điểm: Fontecchio 18 Chụp bóng bật bảng: Fontecchio, Melli 6 Hỗ trợ: Spissu 9 |  | Đấu trường Araneta, Thành phố Quezon Số khán giả: 11,821 Trọng tài: Yohan Rosso (Pháp), Leandro Zalazar (Argentina), Mārtiņš Kozlovskis (Latvia) |

## Thống kê

### Số liệu trung bình của các cầu thủ trong giải đấu

#### Điểm
| # | Cầu thủ            | Số trận đấu | Số điểm | Số điểm trên một trận |
| - | ------------------ | ----------- | ------- | --------------------- |
| 1 | Jordan Clarkson    | 3           | 72      | 24.0                  |
| 2 | Karl-Anthony Towns | 3           | 58      | 19.3                  |
| 3 | Andrés Feliz       | 3           | 53      | 17.7                  |
| 4 | Simone Fontecchio  | 3           | 50      | 16.7                  |
| 5 | Bruno Fernando     | 3           | 40      | 13.3                  |

#### Chụp bóng bật bảng
| # | Cầu thủ            | Số trận đấu | Số pha chụp bóng bật bảng | Số pha chụp bóng bật bảng trên một trận |
| - | ------------------ | ----------- | ------------------------- | --------------------------------------- |
| 1 | Karl-Anthony Towns | 3           | 23                        | 24.0                                    |
| 2 | Silvio De Sousa    | 3           | 19                        | 6.3                                     |
| 2 | A. J. Edu          | 3           | 19                        | 6.3                                     |
| 2 | Nicolò Melli       | 3           | 19                        | 6.3                                     |
| 5 | June Mar Fajardo   | 3           | 18                        | 6.0                                     |

#### Hỗ trợ
| # | Cầu thủ         | Số trận đấu | Số pha hỗ trợ | Số pha hỗ trợ trên một trận |
| - | --------------- | ----------- | ------------- | --------------------------- |
| 1 | Jordan Clarkson | 3           | 20            | 6.7                         |
| 1 | Marco Spissu    | 3           | 20            | 6.7                         |
| 3 | Andrés Feliz    | 3           | 15            | 5.0                         |
| 3 | Jean Montero    | 3           | 15            | 5.0                         |
| 5 | Gerson Domingos | 3           | 14            | 4.7                         |
| 5 | Childe Dundão   | 3           | 14            | 4.7                         |

#### Chắn bóng
| # | Cầu thủ          | Số trận đấu | Số pha chắn bóng | Số pha chắn bóng trên một trận |
| - | ---------------- | ----------- | ---------------- | ------------------------------ |
| 1 | Nicolò Melli     | 3           | 5                | 1.7                            |
| 2 | A. J. Edu        | 3           | 4                | 1.3                            |
| 2 | Bruno Fernando   | 3           | 4                | 1.3                            |
| 4 | Gerson Gonçalves | 3           | 3                | 1.0                            |
| 4 | Jean Montero     | 3           | 3                | 1.0                            |

#### Cướp bóng
| # | Cầu thủ          | Số trận đấu | Số pha cướp bóng | Số pha cướp bóng trên một trận |
| - | ---------------- | ----------- | ---------------- | ------------------------------ |
| 1 | Víctor Liz       | 3           | 9                | 3.0                            |
| 2 | Childe Dundão    | 3           | 6                | 2.0                            |
| 3 | Bruno Fernando   | 3           | 5                | 1.7                            |
| 3 | Gerson Gonçalves | 3           | 5                | 1.7                            |
| 3 | Jean Montero     | 3           | 5                | 1.7                            |

#### Số phút thi đấu
| # | Cầu thủ           | Số trận đấu | Số phút thi đấu | Số phút trên một trận |
| - | ----------------- | ----------- | --------------- | --------------------- |
| 1 | Jordan Clarkson   | 3           | 112             | 37.6                  |
| 2 | Dwight Ramos      | 3           | 89              | 29.9                  |
| 3 | A. J. Edu         | 3           | 89              | 29.7                  |
| 4 | Andrés Feliz      | 3           | 88              | 29.6                  |
| 5 | Simone Fontecchio | 3           | 88              | 29.3                  |

#### Tỷ lệ ném phạt
| # | Cầu thủ            | Số pha ném phạt chính xác | Số pha ném phạt | Tỷ lệ |
| - | ------------------ | ------------------------- | --------------- | ----- |
| 1 | Achille Polonara   | 3                         | 13/14           | 92.9  |
| 2 | Jordan Clarkson    | 3                         | 21/23           | 91.3  |
| 3 | Karl-Anthony Towns | 3                         | 24/27           | 88.9  |
| 4 | Simone Fontecchio  | 3                         | 11/13           | 84.6  |
| 5 | Víctor Liz         | 3                         | 7/9             | 77.8  |

#### Tỷ lệ ném trúng mục tiêu
| # | Cầu thủ            | Số cú ném trúng mục tiêu | Số cú ném | Tỷ lệ |
| - | ------------------ | ------------------------ | --------- | ----- |
| 1 | Andrés Feliz       | 19                       | 30        | 63.3  |
| 2 | Bruno Fernando     | 15                       | 31        | 48.4  |
| 3 | Víctor Liz         | 14                       | 29        | 48.3  |
| 4 | Karl-Anthony Towns | 14                       | 35        | 40.0  |
| 5 | Dwight Ramos       | 11                       | 28        | 39.3  |

#### Hiệu suất trong các pha tấn công
| # | Cầu thủ            | Số trận đấu | Số điểm ghi được | Số điểm ghi được trên một trận | Hiệu suất | Hiệu suất trên một trận |
| - | ------------------ | ----------- | ---------------- | ------------------------------ | --------- | ----------------------- |
| 1 | Víctor Liz         | 3           | 29.6             | 17.7                           | 71.0      | 23.7                    |
| 2 | Karl-Anthony Towns | 3           | 27.2             | 19.3                           | 56.0      | 18.7                    |
| 3 | Jordan Clarkson    | 3           | 36.8             | 24.0                           | 55.0      | 18.3                    |
| 4 | Marco Spissu       | 3           | 27.4             | 11.7                           | 50.0      | 16.7                    |
| 5 | Nicolò Melli       | 3           | 27.3             | 7.7                            | 48.0      | 16.0                    |